# مبادئية
المبادئية هي نهج أخلاقي تطبيقي لاختبار المعضلات الأخلاقية يعتمد على تطبيق مبادئ أخلاقية معينة. اعتُمد هذا النهج في اتخاذ القرارات الأخلاقية بحماس في العديد من المجالات المهنية المختلفة، ويرجع ذلك إلى حد كبير إلى أنه يتجنب المناقشات المعقدة في الفلسفة الأخلاقية على المستوى النظري.
بدلاً من الانخراط في مناقشة مجردة حول أفضل أو أكثر النهج ملاءمة على المستوى المعياري (على سبيل المثال أخلاقيات الفضيلة، أو علم الأخلاق أو الأخلاق العواقبية)، يُزعم أن المبادئية تقدم طريقة عملية للتعامل مع المعضلات الأخلاقية في العالم الحقيقي.

## الأصول
يمكن العثور على أصول المبادئية، كما نعرفها اليوم، في منشورين مؤثرين من أواخر سبعينيات القرن العشرين في الولايات المتحدة.
دُعي لهذا النهج لأول مرة من قبل اللجنة الوطنية لحماية الموضوعات البشرية في الطب الحيوي والبحوث السلوكية في وثيقة تسمى «تقرير بلمونت». ظهرت اللجنة إلى حيز الوجود في 12 يوليو 1974 عندما وُقع على القانون القومي للبحوث ليصبح قانونًا. بعد أربع سنوات من المداولات الشهرية، اجتمعت اللجنة في فبراير 1976 لمدة أربعة أيام في مركز بلمونت للمؤتمرات التابع لمؤسسة سميثسونيان، ما أدى إلى بيان بثلاثة مبادئ أخلاقية أساسية: الاستقلالية والإحسان والعدالة للبحوث الطبية الحيوية والسلوكية.
قُدِّم هذا النهج للمرة الثانية من قبل توم بوشامب وجيمس تشايلدرس في كتابهما مبادئ أخلاقيات الطب الحيوي (1979)، إذ ذكروا أن المبادئ الأربعة التالية تكمن في جوهر التفكير الأخلاقي في الرعاية الصحية: احترام الاستقلالية والإحسان وعدم الإساءة والعدالة. في رأي بوشامب وتشيلدرس، هذه المبادئ الأربعة هي جزء من الأخلاق المشتركة، إنها نهج يأخذ مقدماته الأساسية مباشرة من الأخلاق التي يتقاسمها أعضاء المجتمع؛ أي الحس السليم والتقاليد غير الفلسفية.
يشار إلى المبادئ الأربعة أحيانًا باسم مبادئ جورج تاون أو شعار جورج تاون، وسُميت كذلك لأن كل من بوشامب وتشيلدرس كان مقرهما في جامعة جورج تاون عندما نُشرت الطبعة الأولى من كتابهما: مبادئ أخلاقيات الطب الحيوي.
يُشتق النهج المبدئي من الفكر الأخلاقي المعياري، لكنه لا يتوافق مع أي نظرية واحدة. بينما يدعي بوشامب وتشيلدرس أن هذه المبادئ مفهومة ومقبولة بشكل عام داخل المجتمع - وبالتالي تتمتع بدرجة كبيرة من الدعم - يؤكدان أيضًا أنها مستمدة من تقاليد أخلاقية معيارية: الفلسفة الأخلاقية القائمة على الواجب (النهج الأخلاقي) لإيمانويل كانط. والأخلاق القائمة على النتائج (العواقبية) لجيريمي بِنثام وجون ستيوارت ميل.